# Scharführer
Scharführer var en paramilitær rang i enheder inden for Tysklands Nationalsocialistiske Arbejderparti, herunder SS (Schutzstaffel). Scharführer svarede til en sekundær underofficers rang og var undergivet en Oberscharführer, der, med indførelsen af de grå uniformer i 1938, fik gradstegn svarende til en Feldwebel (sergent) i den tyske værnemagt.
Scharführer oversættes også til "gruppefører" (ikke at forveksle med Gruppenführer).
| Militær | Spire Denne artikel om militær er en spire som bør udbygges. Du er velkommen til at hjælpe Wikipedia ved at udvide den. |